# Cal Rata (Vila-rodona)
Cal Rata és un monument protegit com a bé cultural d'interès local del municipi de Vila-rodona (Alt Camp).

## Descripció
Els treballs de forja de la façana de l'edifici de Cal Rata en són els elements decoratius més remarcables. Situats a la porta principal i als balcons del primer i segon pis, s'insereixen en conjunt dintre de l'estètica del modernisme naturalista d'inspiració vegetal. La decoració se simplifica en alçada: la porta, de fusta i recoberta de ferro, es corona amb una forja molt elaborada. Al primer pis, la balconada, que recorre tota la façana, afegeix al treball de la barana el dels elements de reforçament que la fixen al mur. Al segon pis, en canvi, als balcons mostren una decoració més senzilla.

## Història
Els elements de ferro de Cal Rata no formaven part de l'edifici original, sinó que corresponen a una modificació posterior. Segons l'inventari de l'Arxiu Històric del COAC de Tarragona, tot i que no es coneix l'autor ni hi ha cap dada que ho asseguri, es podria considerar la hipòtesi que els hagués realitzat algun deixeble de Gaudí. En l'actualitat el propietari de l'edifici és Llorenç Rañé Galofré.